# 米国・メキシコ・カナダ協定
アメリカ合衆国、メキシコ合衆国及びカナダとの協定（アメリカがっしゅうこく、メキシコがっしゅうこくおよびカナダとのきょうてい、英: the Agreement between the United States of America, the United Mexican States, and Canada、USMCA）は、アメリカ合衆国・メキシコ及びカナダの自由貿易協定である。「米国・メキシコ・カナダ協定」、「米墨加協定」、「米墨加三ヵ国協定」、「新NAFTA」などの様々な訳語、略語、通称があるが、以降はUSMCAで統一する。
これは2017年から2018年にかけて北米自由貿易協定（NAFTA）の加盟国が再交渉した結果であり、2018年9月30日に内容について実質合意がなされ、2018年10月1日に正式に合意された。2018年11月30日にブエノスアイレスで開かれたG20のブエノスアイレス・サミットの席上で、アメリカ合衆国大統領ドナルド・トランプ、メキシコ合衆国大統領エンリケ・ペーニャ・ニエト、カナダ首相ジャスティン・トルドーがこの協定に署名した。協定の発効のために必要な手続きが各国の立法府で終了し、最後となった米国の手続終了の通報が2020年4月24日だったため、2020年7月1日に発効した。
交渉の焦点は主に自動車輸出・鉄鋼及びアルミニウム関税・乳製品・卵・及び家禽市場に向けられた。また条項のひとつで「データの国境を越えた流れを制限する法律を各締約国が成立をさせること」を禁止している。NAFTAと比較して、USMCAは環境及び労働に関する法制を強化し、乗用車とトラックの国内生産を奨励している。この協定はまた知的財産保護を更新し、アメリカはカナダの190億ドルの乳製品市場へのアクセスを増加し、自動車やトラックの国内生産を促進した。カナダとメキシコの自動車生産に割り当てを課し、オンラインでアメリカ製品を購入するカナダ人の免税限度額を20ドルから150ドルに引き上げた。

## 背景及び名称
USMCAは、1994年1月1日に発効した北米自由貿易協定(NAFTA)を元としている。この協定は、アメリカによるカナダに対する個別の2国間での関税措置の導入のおそれを含む1年以上の交渉の結果であった 。
2016年アメリカ合衆国大統領選挙中、ドナルド・トランプの選挙公約は、北米自由貿易協定の再交渉又は再交渉が失敗した場合の協定の廃棄を含んでいた。選挙の後、トランプ大統領は他の国との貿易関係に影響を与える多くの変更を行った。パリ協定 (気候変動)から離脱し、環太平洋パートナーシップ協定の交渉を中止し、中国に対する関税を大幅に引き上げることは、彼がNAFTAの改訂を真剣に検討していることを強く示した。USMCAの長所と短所をめぐる議論の多くは、すべての自由貿易協定(FTA)をめぐる議論と類似している。例えば、FTAの公共財としての性質、国家主権の潜在的侵害、貿易取引の文言を形成する上でのビジネス、労働、環境、消費者利益の役割などである。
この協定は各署名国によって異なる呼ばれ方をしている。アメリカでは「United States–Mexico–Canada Agreement (USMCA)」、カナダでは英語では「Canada–United States–Mexico Agreement (CUSMA)  」フランス語では「Accord Canada–États-Unis–Mexique (ACEUM)  」メキシコでは「Tratado entre México, Estados Unidos y Canadá (T-MEC)」である。これは、非公式にこれまでの3国間協定の北米自由貿易協定（NAFTA）と比較して「NAFTA 2.0」又は「New NAFTA」 とも呼ばれる。

## 交渉

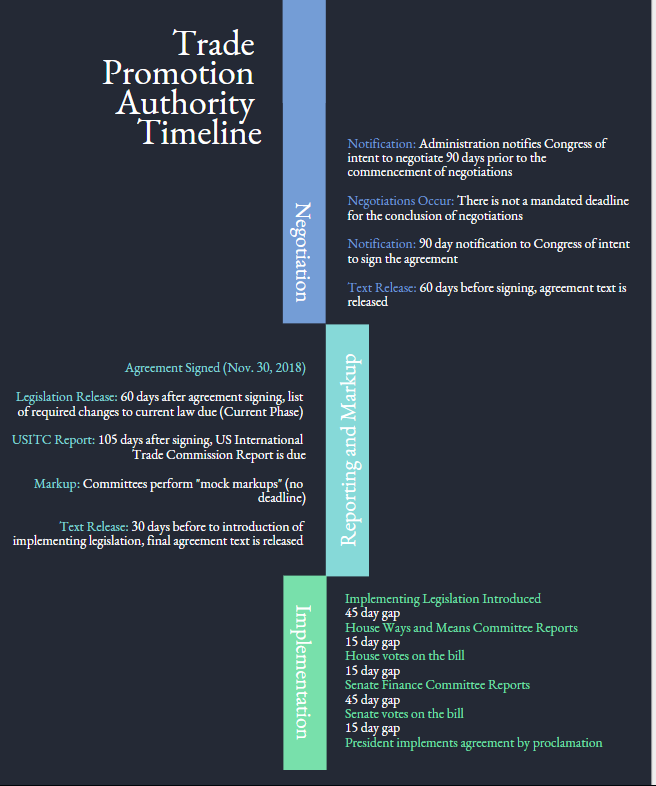
アメリカ貿易権限が定めたアメリカにおけるUSMCA批准プロセスのタイムライン

正式な交渉プロセスが始まったのは2017年5月18日、アメリカのロバート・ライトサイザー通商代表部代表が90日以内にNAFTAの再交渉を開始する意向を議会に通知したときだった。2017年7月7日にUSTRは貿易促進権限法に基づき交渉目的文書を公表したが、2017年8月16日に交渉が開始され、2018年4月8日まで正式な交渉ラウンドが八回行われた。ライトサイザーは2018年5月2日、 「今月末までに合意が成立しなければ、交渉は2019年まで中断される」 と述べた。この声明は当時就任したメキシコのアンドレス・マヌエル・ロペス・オブラドール大統領が交渉の文言の多くに同意せず、交渉に調印しない可能性もあるとした。
これとは別に、2018年5月11日ポール・ライアン下院議長は5月17日を議会の行動の期限と定めた。この期限は無視され、メキシコとの合意は2018年8月27日まで得られなかった。この時点で、カナダは提示された合意に同意していなかった。2018年12月1日のメキシコのエンリケ・ペーニャ・ニエト大統領の退任前に締結するため、かつ、60日の審査期間が必要となるため、合意文書をアメリカ議会へ提出する締め切りは2018年9月30日までであった。交渉担当者は24時間体制で作業を行い、合意文書案を作成したのはその日の午前零時から一時間以内であった。翌2018年10月1日、USMCAの文書が合意文書として公表された。合意文書には、2018年にアルゼンチンのブエノスアイレスで開かれたG20首脳会議のサイドイベントとして、2018年11月30日に3か国首脳が署名した。英語版・スペイン語版・フランス語版はいずれも正文となる。
この協定は、各国の立法府による協定の発効のために必要な手続きが終了し、手続終了の通報を最後の米国が2020年4月24日に行ったため、2020年7月1日に発効する。
アメリカのLBO専門家で、ブラックストーングループのCEOであり創設者であるスティーヴン・シュワルツマンはその回想録で、USMCA交渉でジャスティン・トルドーが保護された乳製品市場を譲歩するように求めたことが明らかにした。シュワルツマンによると、トルドーは、景気後退が2019年のカナダ総選挙期間において彼の政府の選挙見通しに影響を与えることを恐れていた。トランプ大統領によって残留させた行政官は、2017年1月に、カルガリーで自由党内閣と招待されました。そして、交渉が終わりに近づいた2018年10月1日、ニューヨークでの国連での土壇場での舞台裏会議で、トルドーはメディア産業と自動車免除を救うために酪農産業を犠牲にしました。クリスティ・フリーランド外務大臣（トロントのダウンタウンのトリニティ・スパディナ選挙区、そこにはCBC、グローブ・アンド・メール、トロント・スター、トロント・サンのスタッフが多数居住している）は、「カナダの文化」をメディア産業に直接マップしている。ロバート・ファイフ氏は選挙に関する記事で、自由党以外からは何のコメントも得られなかった。

## 条項
USMCAの規定は農産物・工業製品・労働条件・電子商取引などを含む幅広い範囲を含んでいる。このUSMCAのより重要な側面は、アメリカの酪農家にカナダ市場へのより多くのアクセスを与えること、自動車の製造における、3国間で製造される割合を増加させること及びNAFTAに含まれていた紛争解決システムを維持することである。

### 乳製品
乳製品の規定はカナダが未批准の環太平洋パートナーシップ協定(TPP)で合意した規定と類似しているが、若干高くなっており、アメリカには152億ドル(2016年現在)のカナダ乳製品市場の3.6%が無関税で提供され、TPPでの3.25%から上昇している 。カナダは、国内供給管理システムを維持したまま、特定の乳製品のクラス7価格設定条項を撤廃することに合意した。カナダはアメリカから購入する際の免税限度を以前の20ドルから150ドルに引き上げ、カナダの消費者がアメリカ市場により多く免税でアクセスできるようにすることに合意した。

### 自動車
自動車の原産地規則の要件により、自動車の価値の一定部分は、締約国内から得られなければならない。NAFTAでは62.5%が要求された。USMCAはこの要件を12.5ポイント増やし、自動車の価値の75%にする。トランプ政権の当初の提案は、85%に引き上げ、自動車部品の50%はアメリカの自動車メーカーが製造するという条項が追加するものであった。合意されたのテキストには、この条項のより厳しいバージョンは含まれていませんでしたが、国内調達の増加は投入コストの増加と既存のサプライチェーンの混乱を伴うことが懸念されています。

### 労働
USMCA附属書23-Aはメキシコに対し、労働組合の団体交渉能力を改善する法案を通過させるよう要求している。メキシコが遵守することを求められている具体的基準については、結社の自由及び団体交渉に関する国際労働機関第98号条約に規定されている。メキシコのアンドレス・マヌエル・ロペス・オブラドール政権は2018年末、こうした国際基準の遵守を追求する法律を導入した。
その他の労働関連措置には自動車産業における最低賃金要求が含まれる。具体的には北アメリカで生産される自動車の40～45%は、最低時給16ドルの工場で生産されなければならない。この措置はUSMCA批准後の最初の5年間に段階的に導入される。

### 知的財産
USMCAはカナダにおける著作権の存続期間を延長し、70年、録音の場合は75年とする。この延長は環太平パートナーシップ協定の第18.63条で規定されたのと同じ知的財産政策を反映している。USMCAはまた、ワクチンなどの生物学的製剤の特許を10年に延長する。これはカナダでは8年、メキシコでは5年という現行の基準と比較したものである。

### 紛争解決メカニズム
NAFTAには三つの主要な紛争解決メカニズムがあり、第20章が各国間の解決メカニズムである。3つのメカニズムの中で最も議論が少ないとみなされることが多く、USMCAでは当初のNAFTAの形を維持しているが、そのようなケースでは、USMCA加盟国間で協定の規定に違反されたという申立てが含まれる。第19章紛争は、ダンピング防止税又は相殺関税の正当化を管理する。第19章がなければ、これらの政策を管理するための法的手段は国内法制度を介することになる。第19章では、USMCAパネルが事件を審理し、紛争の仲裁において国際貿易裁判所として行動することを規定している。トランプ政権は新しいUSMCAの条文から19章を削除しようとしたが、今のところ合意は維持されている。
第11章は、投資家・国家間の紛争解決として知られる第三のメカニズムであり、多国籍企業は差別的とされる政策について参加国政府を訴えることができる。第11章は、和解メカニズムの中で最も議論の多いものと広く考えられている。カナダの交渉担当者は、事実上、この措置のUSMCAバージョン、第11章から離脱した。カナダはNAFTAが終了した3年後に、ISDSから完全に免除される。

### サンセット
また、協定そのものについては、6年間ごとに3国間で見直しを行うこととし、16年間のサンセット条項を設けている。この契約は6年間の見直し期間中、さらに16年間延長することができる。サンセット条項の導入は、USMCAの将来を形作る上で、より多くの管理を国内政府に委ねている。しかし、これはより大きな不確実性をもたらす恐れがある。自動車製造のような部門は、国境を越えたサプライチェーンへの多大な投資を必要とする。アメリカの消費者市場が支配的であることを考えると、企業はアメリカでの生産を増やすよう迫られる可能性が高く、こうした自動車の生産コストが上昇する可能性が高い。

### 為替
USMCAに新たに追加されたのは、マクロ経済政策と為替レートの問題を扱う第33章である。これは、将来の貿易協定の先例となりうる重要なことだと考えられる。第33章では、通貨及びマクロ経済の透明性に関する透明性の要件を定めているが、これに違反した場合には、第20章における紛争の訴求理由となる。アメリカ・カナダ・メキシコは現在、いずれも国際通貨基金協定に基づく実体的な政策要件に加え、これらの透明性に関する要件を遵守している。

### 毒素条項　第32.1条
USMCAは、加盟国が将来の自由貿易協定をどのように交渉するかに影響を与えるだろう。第32.1条は、非市場経済国との自由貿易交渉を開始しようとする場合には、USMCA加盟国に対し三箇月前までにその旨を通告することを要求している。第32.1条は、USMCA加盟国が今後合意する新たな自由貿易協定を審査する権限を認めている。第32.1条は、意図的に中国を標的にしていると広く推測されている。事実、ホワイトハウス高官は、USMCAの交渉に関して、 「我々は、他の国と協定を結ぶことによって米国の立場を本質的に弱めようとする中国の試みを非常に懸念している。」 と述べた。。

### 為替相場操作への対抗
USMCA加盟国は、為替相場の操作を防ぐための国際通貨基金基準を順守することになっている。協定は市場介入の公開を求めている。両当事者が異議を唱えた場合には、IMFが、レフリーとしての役割を果たすよう求めることができる。

### 国有企業への対抗
中国が支配権を行使するためのてことして優遇している国有企業が、民間企業と比較した場合、不当な補助金を受けることを何とかして防いでいる。.

#### 協定の修正
修正合意事項には協定実施、労働、環境、処方薬に関する内容が含まれる。

##### 協定実施
法執行の抜け穴をなくし、紛争解決システムを合理化し、貿易相手国が約束を守るようにした。

##### 労働
規則の強化:米国の貿易協定における労働規則は、不可能ではないにしても、執行が困難であることが証明されている。ルールを強化するために、次のような重要な変更が行われた。
強制労働条項を実効的に実施不可能にしていた条項を削除。
メキシコの労働改革の実施と労働義務の遵守を監視する省庁間委員会を設置。
メキシコを拠点とし、メキシコの労働慣行に関する現場の情報を提供する労務担当官を設置。
迅速な対応の強化された労働執行:国家間の紛争解決だけでは、米国の貿易相手国が労働義務を遵守することを保証するには効果的ではない。労働者に特化した新しい強化された執行メカニズムを確立する。
迅速な期間内に、工場単位で協定の労働義務を実施する;
アメリカ合衆国とメキシコの間で取引されるすべての工業製品及びすべてのサービスを対象として、
独立した労働専門家によるコンプライアンスの検証
結社の自由及び団体交渉の義務を遵守して生産されていない商品及びサービスに対して制裁を科す。

##### 環境
多国間環境協定(MEAｓ)を採択し、実施し、及び維持することへのコミットメントを追加。
MEAのコミットメントを優先する条項の復活。
MEAと貿易協定の義務を履行する。
モントリオール議定書をこの協定の対象とするために、条項を削除。
省庁間委員会を設置し、カナダとメキシコの環境の現状を評価;
メキシコシティに環境専任の駐在員を設置し、定期的にモニタリング
合法的に収穫・採取された動植物のみがメキシコを通じて取引されることを保証する新たな税関検証メカニズムの創設。

##### 処方薬
議会の立法権の維持:安価な医薬品へのアクセスを改善するために議会が米国法を改正できるようにするため、高い処方薬価格に貢献する条項を削除。
市場で最も高価な医薬品の一部である生物製剤について、少なくとも10年間の独占権を両締約国に与えることを求める条項を削除。
既知の製品の新たな用途について特許が利用可能であることを確認することを両締約国に求める規定を削除。
以前に承認された医薬品の新たな使用に関連して提出される臨床情報について、さらに3年間の独占権を必要とする条項を削除した。

##### 公正な競争の確保
ジェネリックおよびバイオ後続企業が特許発明を使用できる状況を明確にし、特許満了日の初日に販売承認を取得できるようにするための規制審査規定の改正。
ジェネリック医薬品の競争を促進する米国の法律の制限を組み込むためのデータ保護規定の改正。
医薬品へのアクセスを改善
規制上の承認と特許の地位の「ハードリンク」を排除するための特許関連条項の改正。

## 署名・批准及び発効

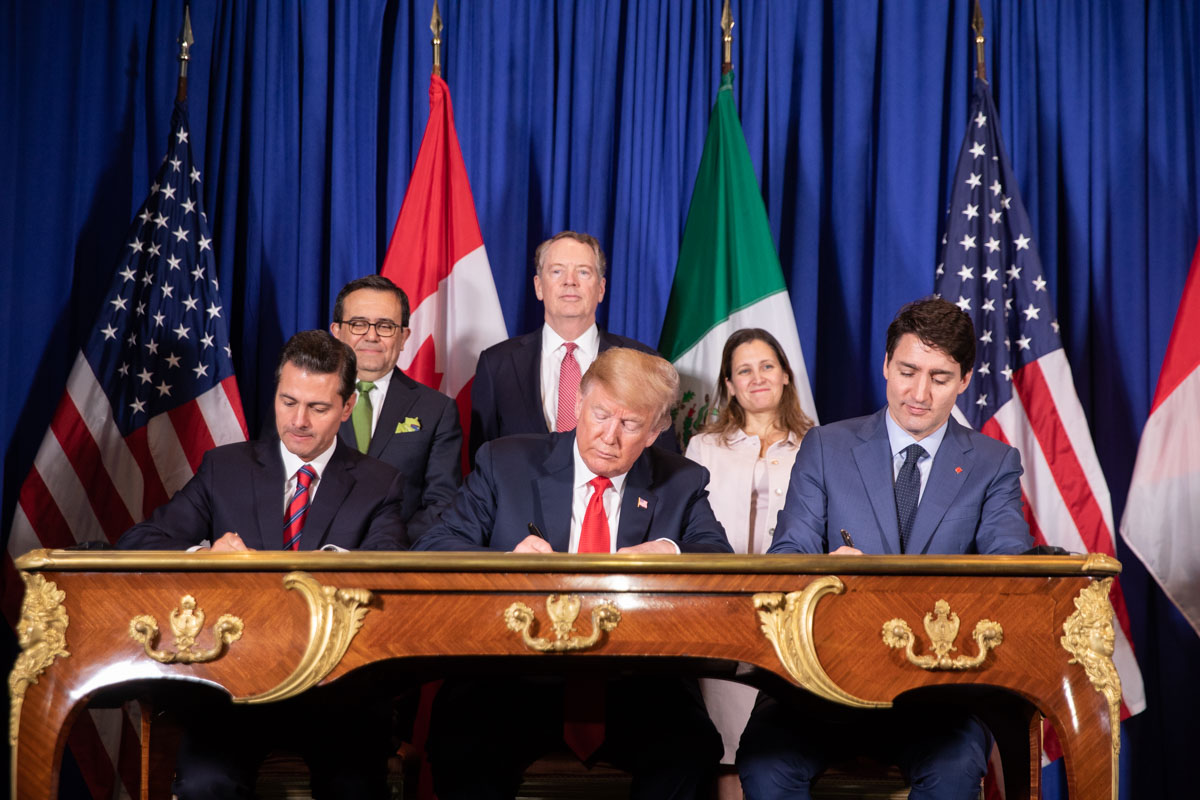
新協定合意に署名する、手前左からメキシコのエンリケ・ペーニャ・ニエト大統領、アメリカのドナルド・トランプ大統領、カナダのジャスティン・トルドー首相。(2018年11月30日にアルゼンチンのブエノスアイレスにて開催されたG20サミットにて。)

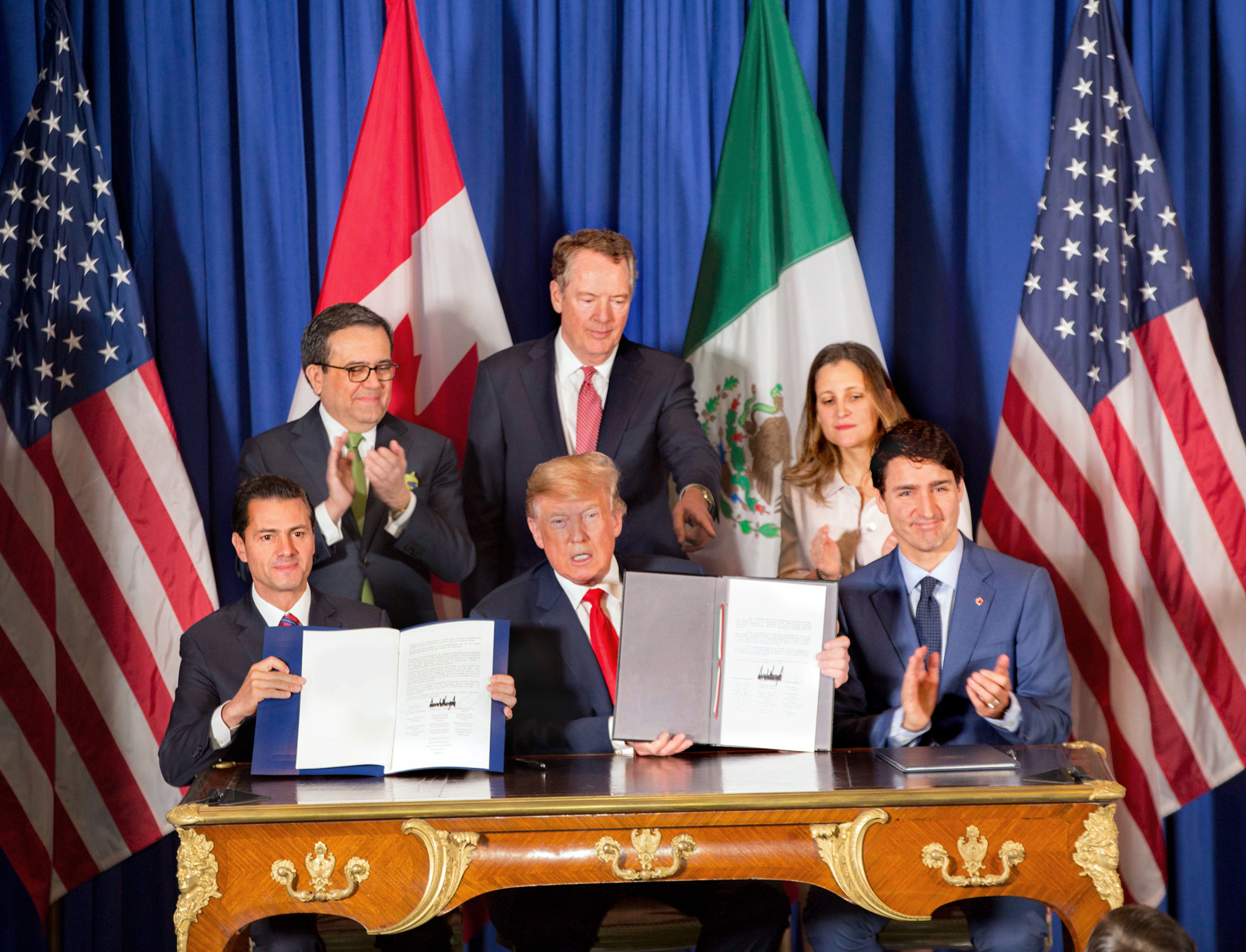
新協定合意への署名を見せる、手前左からメキシコのエンリケ・ペーニャ・ニエト大統領、アメリカのドナルド・トランプ大統領。右端のカナダのジャスティン・トルドー首相は拍手。

2018年11月30日、G20サミットにおいて3者全員が予定通り協定に署名した。
協定が発効するためには、各国の立法府による批准が必要である。2018年米国中間選挙の結果、民主党が下院を制し、議会通過のため、米議会民主党とトランプ政権との協議が行われ、2019年12月10日に合意に達した。
2019年12月10日、メキシコのヘスス・セアデ外務省北米担当次官、アメリカのロバート・ライトハイザー通商代表、カナダのクリスティア・フリーランド外相はメキシコ市の国立宮殿において、米国・メキシコ・カナダ協定（USMCA）の内容を一部修正する議定書に署名した。
各締約国は、協定の効力発生のために必要な国内手続を完了したときは、他の締約国に対し書面により通報する。協定は、最後の通告の後引き続く3箇月目の月の初日に発効すると規定されている。この最後の通報がアメリカにより2020年4月24日に行われたため、2020年7月1日に発効した。

### 米国
米国下院の次期歳入委員長のビルパーセルは、USMCAが議会を通過するための変更が必要であると主張した。共和党員は、USMCAのLGBTQと妊娠中の労働者に労働権を認める現在の規定に反対した。議会の共和党議員40人は、「性的指向および性同一性の言葉の前例のない組み入れ」を含む取り決めに署名することに反対してトランプを促した。その結果、トランプは最終的に「雇用差別から労働者を保護することが適切であると考える政策」のみを各国に約束する改訂版に署名し、米国は追加の非差別法の導入を要求されないことを明確にした。カナダ政府は、USMCAの合意が変更された場合、合意された条件にもはや従わないという懸念をさらに表明した。
2018年12月2日、ドナルド・トランプ大統領は、NAFTAの6カ月間の脱退手続きを開始すると発表し、議会はUSMCAを批准するか、NAFTA以前の取引ルールに戻す必要があると述べた。 大統領が議会の承認なしに協定から一方的に撤退できるかどうかについて学者の間で議論が行われている。
2019年3月1日、米国の農業を代表する多くの団体がUSMCAへの支持を表明し、議会に協定の批准を求めた。また、新貿易協定が批准されるまでNAFTAを支持し続けるよう、トランプ政権に求めた。しかし、リチャード・ニール下院歳入委員長は3月4日、議会での合意は「非常に難しい」と述べた。3月7日の時点で、ホワイトハウス高官は下院歳入委員会のメンバーや、問題解決コーカス、木曜グループ、ブルードック連合といった両党の穏健な党員集会に出席し、批准への支持を得ようと努めている。議会との交渉が続く中で、トランプ政権はNAFTAから脱退するという脅威からも後退した。
5月30日、ライト・ハイザー通商代表は、2015年大統領貿易促進権限（TPA）法に基づく米国・メキシコ・カナダ協定（USMCA、新NAFTA）の実施に関する行政措置に関する声明案を議会に提出した。同法案は、6月29日から30日後にUSMCAの実施法案を議会に提出することを可能にするもので、ナンシー・ペロシ下院議長とケビン・マッカーシー共和党院内総務にあてた書簡[51]の中で、ハイザー通商代表は、USMCAはアメリカの通商政策・アメリカの競争力のあるデジタル貿易・知的財産・サービス条項の近代・アメリカ企業・労働者・農民のための公平な競争条件の場の創出における標準であり、これはメキシコとカナダの貿易関係の基本的な再均衡を示すものであると述べた。
行政措置声明の草案提出を受けて、ペロシ下院議長は声明を発表し、USMCAがアメリカの労働者や農民に利益をもたらすことをライトハイザー通商代表と確認する作業を終える前に草案を提出したのは前向きな手段ではなく、NAFTA改正の必要性については合意しているが、労働基準や環境保護などにおいて「より厳格な執行規定が必要」と指摘した。
9月25日、トランプ米大統領は自分に対する弾劾調査がアメリカ・メキシコ・カナダ協定の議会承認を混乱させ、投資家がよりリスクの高い資産から逃れようとしているメキシコのペソと株式市場を下落させる可能性があると警告した。
9月26日、アメリカのナンシー・ペロシ下院議長は、メキシコとカナダとの間の通商協定の批准に向けた作業を進めていることを明らかにした。
12月10日、ナンシー・ペロシ下院議長は米国・メキシコ・カナダ協定（USMCA）の修正について、トランプ政権と合意に達した旨を発表した。
ペロシ議長は記者会見を開き、「今回の貿易協定はNAFTA（北米自由貿易協定）よりも優れたものだが、われわれの取り組みによって、政権から当初提示されたものより飛躍的に改善した」と称賛した。
12月13日、米国・メキシコ・カナダ協定実施法(H .R.5430)が、民主党下院院内総務のホイヤー、ステニー議員により下院に提出される。
12月19日、米国・メキシコ・カナダ協定実施法(H .R.5430)が、下院で賛成385(民主党193、共和党192）反対41（民主党38、共和党2、無所属1）で可決される。
2020年1月16日、米国・メキシコ・カナダ協定実施法(H .R.5430)が、上院で賛成89(民主党38、共和党51）反対10（民主党8、共和党1、無所属1）で可決される。
1月29日、トランプ大統領は米国・メキシコ・カナダ協定実施法(H .R.5430)に署名し成立した(Public Law No: 116-113) 。
4月24日、ライト・ハイザー通商代表は、すでにカナダ及びメキシコが協定発効のための国内手続の完了を通報しており、米国が手続の完了を両国に通知して協定が7月1日に発効することを議会に対し通知した。

### カナダ
2019年5月29日、トルドー首相はUSMCA実施法案 を下院に提出した。6月20日、下院第二読会を通過し、国際貿易に関する常任委員会に付託された。
9月11日、カナダのジュリー・ペイエット総督は、ジャスティン・トルドー首相の助言に基づき、カナダ議会の解散を宣言し、選挙戦がスタートした。カナダの下院議会選挙は、2007年選挙法に基づき、前回2015年10月の総選挙から4暦年目の10月の第3月曜日に行うこととされており、今回は10月21日に投開票が行われる。解散によりUSMCA実施法案は、廃案となり、総選挙後の新議会で、再度提出、審議されることになる。
2020年1月29日、クリスティア・フリーランド副首相兼政府間関係相は、USMCA実施法案 を下院に提出した。2月6日、下院第二読会を通過し、国際貿易に関する常任委員会に付託された。
3月13日、実施法案は下院を通過し、同日上院を通過して総督承認がされ法案は成立した。この異例の通過は、新型コロナウイルスの拡大に備えて手続きを前倒ししたと報道されている。
4月3日、クリスティア・フリーランド副首相兼政府間関係相は、カナダがアメリカ及びメキシコに対し、USMCAの効力発生のために必要な国内手続を完了した旨通告したと発表した。

### メキシコ
2019年6月20日、メキシコ上院は協定を批准した(賛成114、反対3、棄権3)。
12月12日、メキシコ上院は米国・メキシコ・カナダ協定を修正する議定書を賛成107、反対1で承認した。
2020年4月3日、メキシコ政府がカナダ及びアメリカに対し、USMCAの効力発生のために必要な国内手続を完了した旨通告したとCBCが報道した。

## USMCAに対する反応

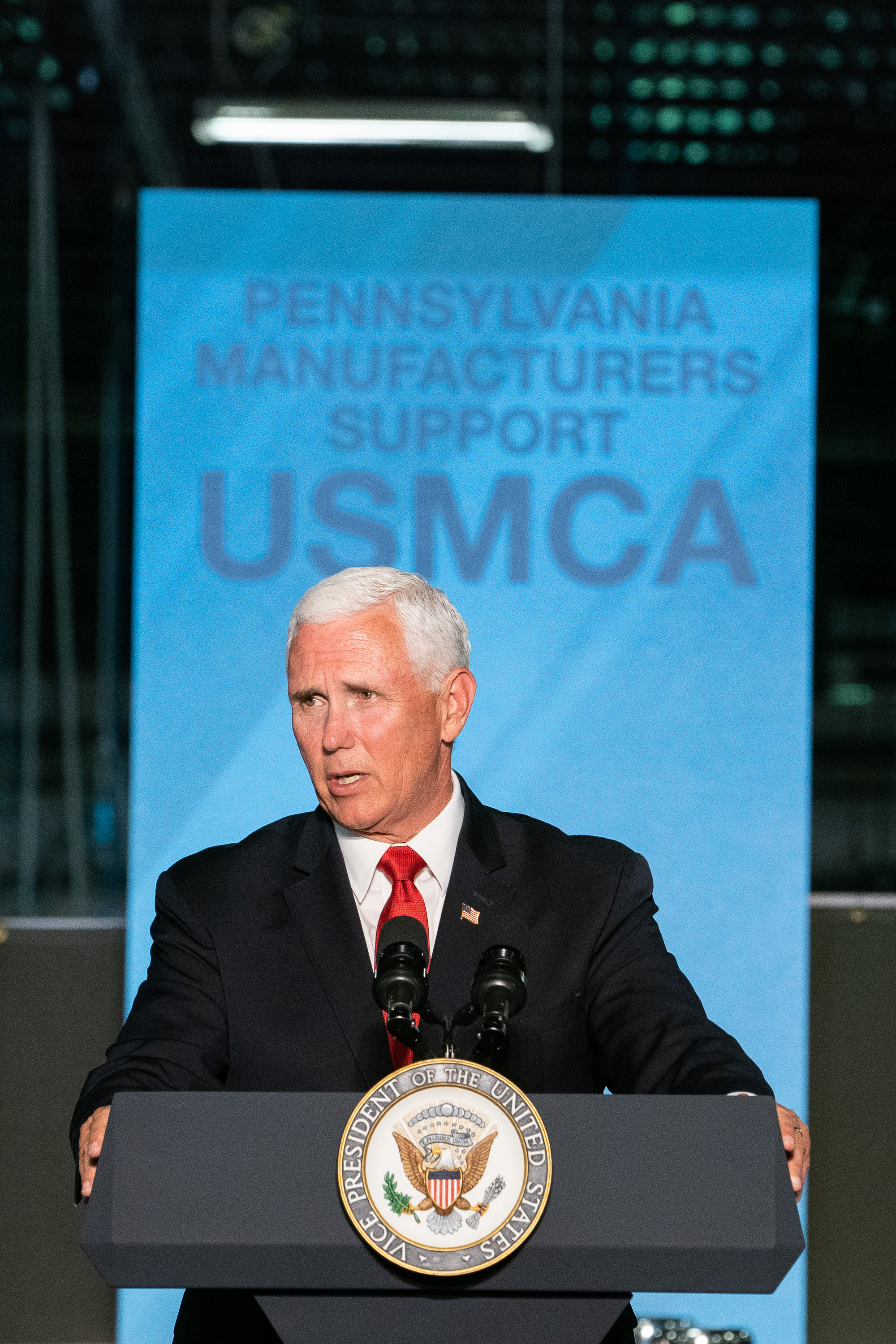
アメリカのマイク・ペンス副大統領がUSMCAを支持する。(2019年)

トランプ大統領は、しばしばNAFTAを「史上最悪の貿易協定かもしれません。」 と批判してきたが、トランプの新しいレトリックは、「これは私たち全員にとって素晴らしい取引です。」とし、USMCAを賞賛している。
通商専門家の間では、貿易条件の変更が、ホワイトハウスの観点からこのような変更を正当化するに足るほど重要であるかどうかについて、意見が分かれている。NAFTA交渉を総括したクリントン元大統領のもとでのミッキー・カンター元通商代表は、「これは、本当に元々のNAFTAです。」とし、と批判した。マサチューセッツ州のエリザベス・ウォーレン上院議員は、「新しい規則は、高齢者や救命医療を必要とする人のための医薬品価格の引き下げを困難にするだろう。」と述べ、生物学的物質の特許期間を10年に延長し、新しいジェネリック医薬品の市場参入を制限する法案を熟考した。
アメリカ通商代表部は、この交渉形式のUSMCAの成果に焦点を当てたファクトシートを公表し、新たなデジタル貿易措置、営業秘密保護の強化、自動車の原産地規則の調整による製造の支援を貿易協定の利益の一部として挙げ、上述の批判者に反論を提供している。
かつて支配的な地位を占めていた携帯電話会社、リサーチ・イン・モーション社の元会長であるジム・バルシリーは、2018年1月に出版された論説の中で、カナダの政治家たちの「植民地の嘆願的な態度」はUSMCAのデータと知的所有権条項に対する誤ったアプローチとなっていると述べている。
2018年夏に発表されたカナダ国立研究評議会の報告書は、USMCAの規定のもとで、国内企業が外国企業のビッグデータの提供者になるリスクを懸念する「というものであった。
2019年4月28日、アイオワ州選出の共和党上院議員チャック・グラスリーはウォールストリート・ジャーナルへの論説を書き、メキシコとカナダの報復関税に言及し、「連邦議会は、メキシコとカナダの報復関税発動中はUSMCAを承認しない。」と述べた。
2019年夏、トランプ氏のラリー・クドロー最高経済顧問は、USMCAは批准後、GDPを0.5%ポイント、雇用を年間18万人増やすと2度主張した。国際貿易委員会は、クドローの分析は、同協定(NAFTA)が批准されてから6年間で、GDPを0.35ポイント、雇用を176,000人増加させたことを実際に確認したことを引き合いに出した分析した。アメリカ議会調査局が発表した別の調査結果によると、雇用・賃金・経済全体の成長には、この協定による測定可能な影響はない。

## 第2次トランプ政権による変容
2025年1月に第2次トランプ政権が発足すると、アメリカは自国の雇用と製造業を守ることと不法移民と麻薬（フェンタニル）の密輸を阻止するためにカナダとメキシコに対策を求め、対策如何では輸入品に一律25%の関税をかけることを示した。このアメリカによる関税措置は2025年3月4日に発動、これに対して同日、カナダとメキシコも報復関税を発動させた。これにより米国・メキシコ・カナダ協定は事実上破綻したが、翌3月5日、アメリカ国内の自動車業界からの働き掛けを受け、ホワイトハウスは米国・メキシコ・カナダ協定に準拠した自動車および自動車部品ならば、適用を関税措置の対象から1カ月間除外することを発表した。

## 締約国首脳（2025年現在）

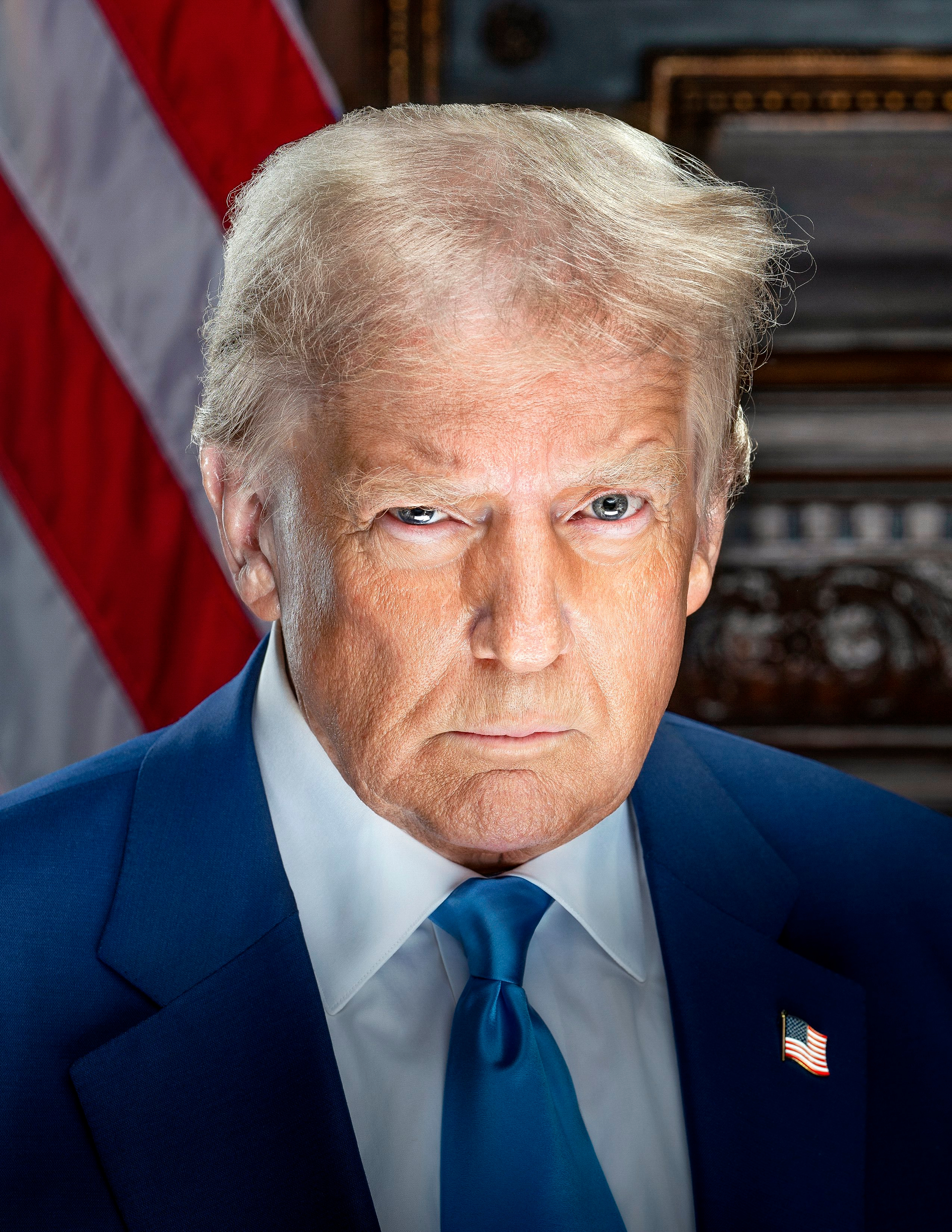
アメリカ ドナルド・トランプ（大統領）
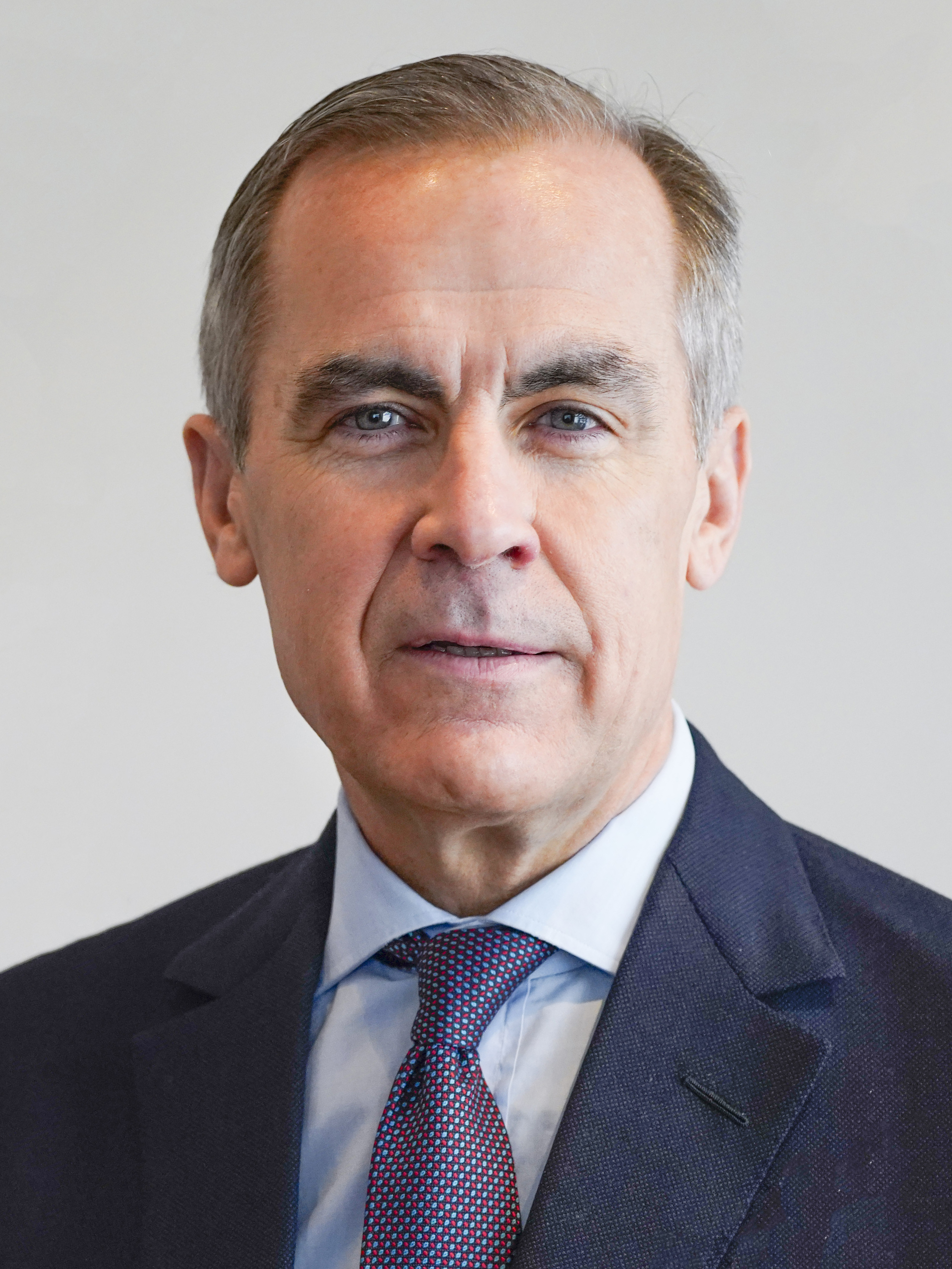
カナダ マーク・カーニー（首相）
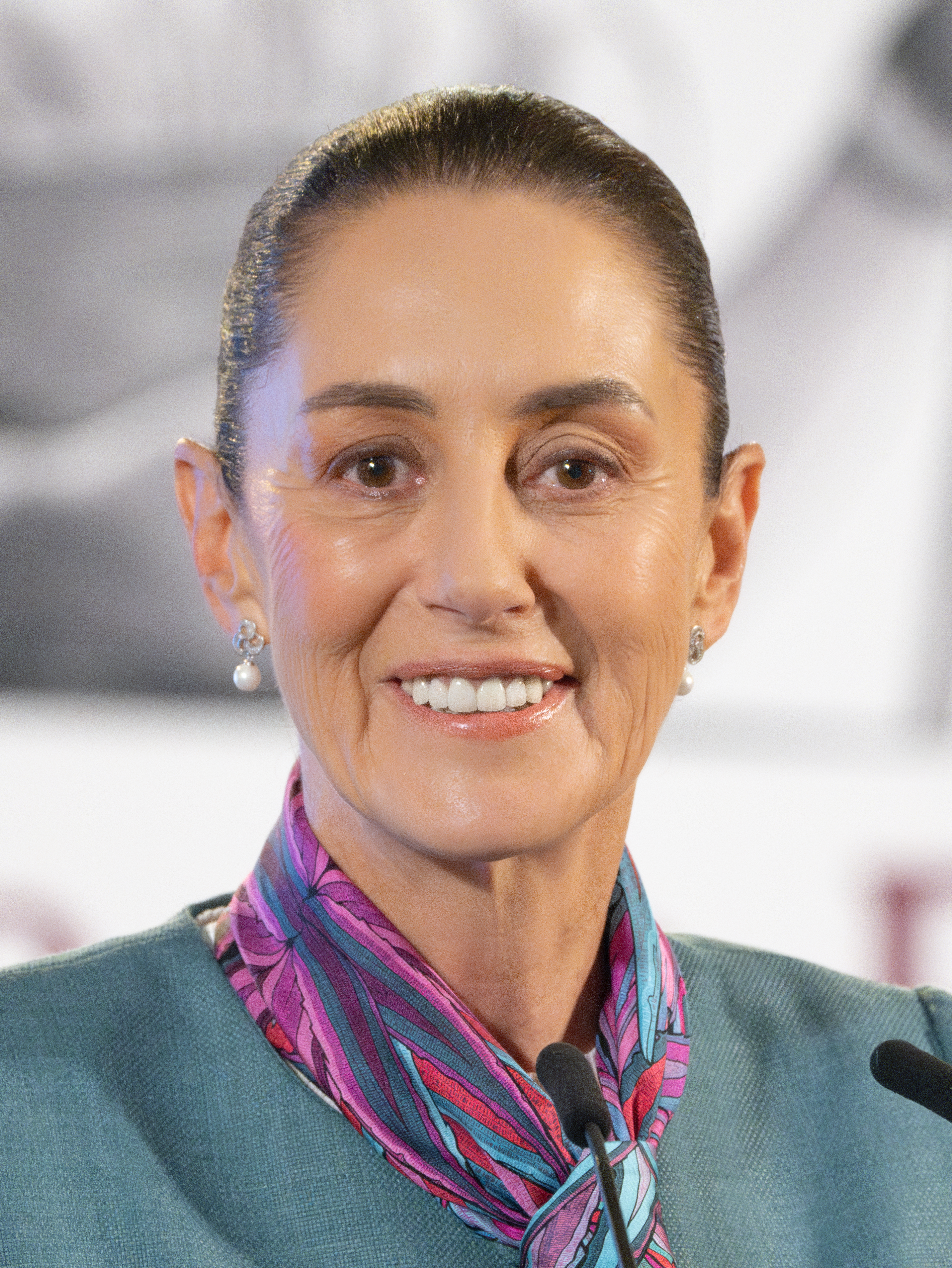
メキシコ クラウディア・シェインバウム（大統領）